# 디노타샤: 공룡대탐험
《디노타샤: 공룡대탐험》(Dinotasia)는 2014년 1월 29일에 개봉하는 공룡을 소재로 한 미국의 애니메이션 영화이다.